# Cittadellarte
Cittadellarte - Fondazione Pistoletto è un'organizzazione no profit istituita nel 1998 a Biella dall'artista Michelangelo Pistoletto, esponente principale dell'arte povera, ed è riconosciuta e convenzionata dalla regione Piemonte.
È situata nell'ex manifattura laniera Trombetta (secolo XIX), lungo il torrente Cervo, all'interno di un complesso di archeologia industriale tutelato dal Ministero dei Beni Culturali.
È sostenuta da Fondazione CRT e della Compagnia di San Paolo.
Cittadellarte è un grande laboratorio creativo, una fabbrica di idee e progetti pensati per raggiungere l'obiettivo di connettere l'arte contemporanea, più specificatamente l'arte pubblica, l'arte relazionale e l'artista stesso con tutti gli ambiti che formano la società, per influenzare positivamente le evoluzioni e le trasformazioni sociali ed interculturali in atto.
Si tratta di un nuovo modello di istituzione artistica considerato come centro multiculturale e plurisettoriale, un luogo per riconsiderare le cose, condividere punti di vista, studiare e fare ricerca, dove vengono organizzate mostre, si propongono progetti formativi ed attività artistiche, opere, installazioni, rassegne di arti visive, cinematografiche e performative, incontri, concerti e festival, partecipando ad eventi nazionali ed internazionali.
Strutturalmente la Fondazione è suddivisa in settori operativi collegati tra loro dal fare artistico, denominati Uffizi, ciascuno dedicato all'interazione tra l'arte e un'area specifica del tessuto sociale locale e globale, attivi in svariati ambiti: arte, educazione, ecologia, economia, politica, spiritualità, produzione, lavoro, comunicazione, architettura, moda e nutrimento.
L'arte è pensata come un progetto in divenire per collegare, congiungere, scambiare e avvicinare le culture differenti attraverso la comunicazione, pur mantenendo la specificità di ognuna.

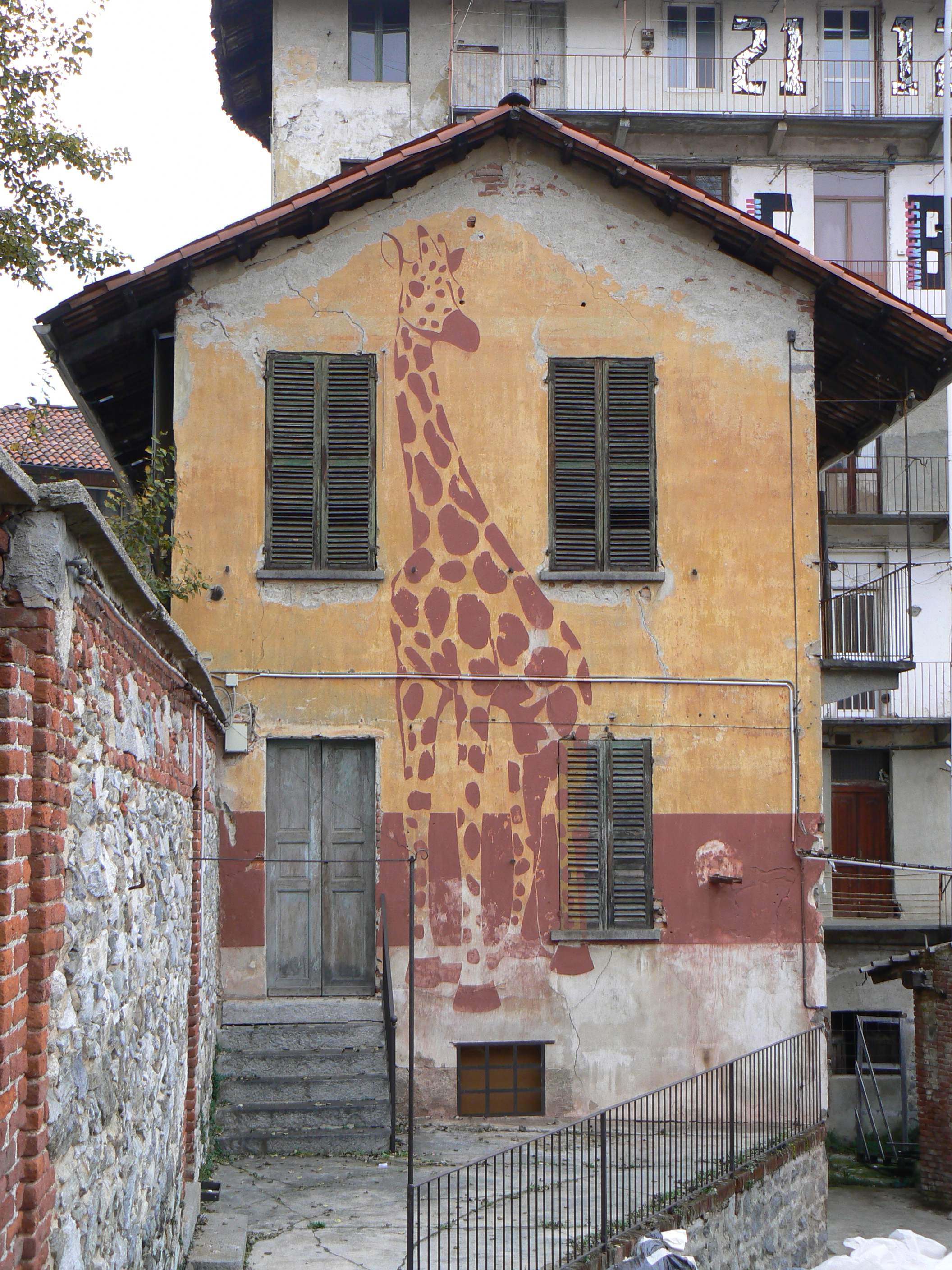
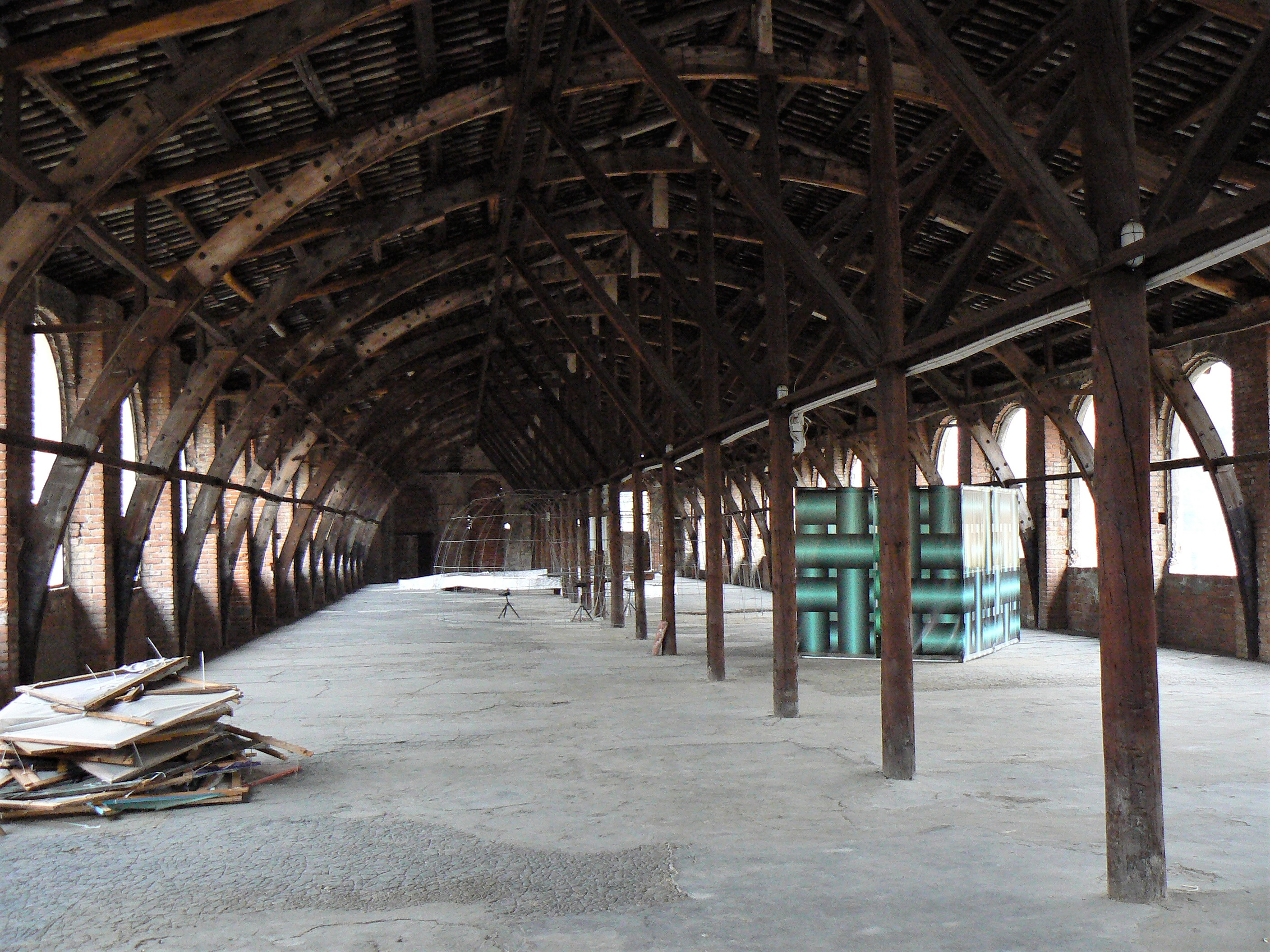